# Liam Möller
Liam Möller, né le 21 décembre 2004 à Helsinki, est un footballeur finlandais qui évolue au poste de milieu offensif au HJK Helsinki.

## Biographie

### Carrière en club
Liam Möller est formé au HJK Helsinki, où il fait ses débuts professionnel avec l'équipe première début 2023, contre l'IFK Mariehamn, étant ensuite buteur pour son premier match en championnat de Finlande, le 9 mai 2023.
Möller fait ses débuts en Ligue des champions le 19 juillet 2023, entrant en jeu lors du match retour de qualification du HJK Helsinki contre le Larne FC. Il remplace Geórgios Kanellópoulos (en) lors des prolongations, alors que son équipe est menée 2-1, assistant à l'égalisation des siens, pour un score de 2-2 qui permet une qualification au tour suivant,.

### Carrière en sélection
Liam Möller est international finlandais en équipes de jeunes, jusqu'aux moins de 19 ans avec lesquels il fait ses débuts le 22 novembre 2022.